# 常山站 (中國)
常山站位于浙江省衢州市常山县紫港街道外港村和渣濑湾村交界处的城东新城片区，是衢九铁路的一座火车站。车站作为九景衢铁路衢常改建段上的新增车站于2016年12月开工，于2017年12月28日投入运营。

## 车站结构

### 站房
常山站为线侧平式站房，站房建筑面积4000平方米，为现代休闲风格。车站售票处位于站房东侧，设有4座人工窗口和3台自助售取票机。候车室位于站房正中，设有320余个候车座位和3台验票闸机；候车室两侧设有饮水处、卫生间、公安值班处、餐厅和超市等设施。
- 站房远眺
- 售票处
- 候车室
- 出站地道

### 站场
常山站设2站台4线，其中正线2条，到发线2条，站台为双侧式。站房与站场通过地下通道连接。
| 1F | 侧式站台 | 侧式站台                      |
| 1F | 2站台    | 衢九铁路 往衢州方向（衢州站） |
| 1F | 通过线   | 衢九铁路上行列车通过线        |
| 1F | 通过线   | 衢九铁路下行列车通过线        |
| 1F | 1站台    | 衢九铁路 往九江方向（辉埠站） |
| 1F | 侧式站台 |                               |
| 1F | 站房     | 进站口、售票、候车、检票口    |